# Raúl Alfonsín
Raúl (Ricardo) Alfonsín (Chascomús, 12 maart 1927 - Buenos Aires, 31 maart 2009) was een Argentijns politicus. Van 1983 tot 1989 was hij president van zijn land.
Raúl Alfonsín werd in 1963 voor het eerst verkozen als volksvertegenwoordiger. In 1973 stelde hij zich voor de eerste maal kandidaat van zijn partij voor de presidentsverkiezingen in Argentinië, evenwel zonder succes. Nadat de militaire dictatuur van Argentinië de Falklandoorlog tegen het Verenigd Koninkrijk verloren had, werden democratische presidentsverkiezingen georganiseerd op 30 oktober 1983. Alfonsín won deze verkiezingen als kandidaat van de Unión Cívica Radical (UCR) tegen de kandidaat van de peronisten (PJ). Hij won met 51,74 % tegen 40,15 % voor de peronisten.
Alfonsín werd geconfronteerd met een hoge buitenlandse schuld, een ontevreden leger, stakingen en hyperinflatie. Hij voorkwam een nieuwe militaire dictatuur. De hyperinflatie ging hij te lijf met het Plan Austral, dat evenwel slechts een tijdelijk effect had. In 1989 stond hij zijn ambt, vijf maanden vóór het einde van de termijn, af aan de peronist Carlos Menem, nadat die de verkiezingen gewonnen had.
Alfonsín stierf in maart 2009 aan longkanker.

## Referentie
Dit artikel of een eerdere versie ervan is een (gedeeltelijke) vertaling van het artikel Raúl Alfonsín op de Duitstalige Wikipedia, dat onder de licentie Creative Commons Naamsvermelding/Gelijk delen valt. Zie de bewerkingsgeschiedenis aldaar.
- Bibsys: 9030184
- Biblioteca Nacional de España: XX1122051
- Bibliothèque nationale de France: cb12032922b (data)
- CiNii: DA10274975
- Gemeinsame Normdatei: 118909304
- International Standard Name Identifier: 0000 0001 2095 415X
- Library of Congress Control Number: n82002125
- Nationale Bibliotheek van Israël: 987007257503905171
- Nationale en Universitaire bibliotheek Zagreb: 000165734
- Nederlandse Thesaurus van Auteursnamen: 130861138
- Système universitaire de documentation: 028506758
- Virtual International Authority File: 26382
- WorldCat: E39PBJjMwDjyBWCXPcf6hqmyBP